# Resolució 1761 del Consell de Seguretat de les Nacions Unides
La Resolució 1761 del Consell de Seguretat de les Nacions Unides fou adoptada per unanimitat el 20 de juny de 2007. Després d'examinar la situació a Costa d'Ivori el Consell va ampliar fins al 31 d'octubre de 2007 el mandat del Grup d'Experts en vigilar l'embargament d'armes i diamants en brut.

## Detalls
En virtut del capítol VII de la Carta de les Nacions Unides, el Consell va observar que la pròpia prohibició s'havia prorrogat anteriorment fins a la mateixa data mitjançant la resolució 1727 de desembre de 2006 i demana al Grup d'Experts informar al Consell sobre l'aplicació de la prohibició comercial abans del 15 d'octubre de 2007.
Imposades el 2004, les sancions estan destinades a dissuadir el conflicte civil a Costa d'Ivori, que divideix el país en les zones septentrionals controlades pels rebels i les zones meridionals controlades pel govern.